# Перітан Боздаг
Перітан Боздаг (тур. Peritan Bozdağ; нар. 15 червня 1999, Чешме, Туреччина) — азербайджанська футболістка турецького походження, нападниця турецького клубу «Алтай» та національної збірної Азербайджану.

## Клубна кар'єра
Виступала за «Конак Беледієспор» та «Гаккарагюджуспор».
Напередодні старту сезону 2021/22 років перейшла до представника турецької Суперліги «Алтай».

## Кар'єра в збірній
Виступала за дівочі збірні Туреччини (WU-15) та (WU-17).
Грала за жіночу молодіжну збірну Азербайджану (WU-19). У футболці національної збірної Азербайджану дебютувала 11 червня 2021 року в програному (2:3) виїзному товариському поєдинку проти Грузії.